# Ernie Demuysere
Ernie Demuysere is een Belgisch politicus. Demuysere was samen met Piet Ronsijn in 1993 een van de oprichters van de Vlaamse Volkspartij. Hij was lijsttrekker voor West-Vlaanderen. Gedurende het bestaan was hij nationaal penningmeester van de partij. In 2003 werd hij medewerker bij het Liberaal Appèl van Ward Beysen en stond ook op de lijst. In 2007 was hij een van de eerste leden van LDD, de toen nieuwe partij van Jean-Marie Dedecker. In de verkiezingen van 2007 haalde hij 3171 voorkeurstemmen. Hij werd er penningmeester in het provinciaal partijbestuur. Sedert 2018 is hij actief in de N-VA als bestuurslid in de gemeente Waregem.